# Mohammad Beheszti

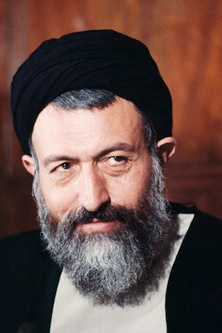

Mohammad Hosejni Beheszti (pers. ‏محمد حسینی بهشتی‎; ur. 24 października 1928 w Isfahanie, zm. 28 czerwca 1981 w Teheranie) – irański duchowny szyicki, ajatollah, pisarz i polityk, jeden z przywódców islamskiej rewolucji w Iranie, współzałożyciel i lider Partii Republiki Islamskiej od jej powstania 18 lutego 1979 do śmierci, współautor konstytucji Islamskiej Republiki Iranu.

## Życiorys
Studiował na Uniwersytecie Teherańskim, a następnie odbywał studia religijne w Komie, gdzie kształcił się m.in. pod kierunkiem ajatollaha Ruhollaha Chomejniego. W latach 1965–1970 kierował Centrum Muzułmańskim przy meczecie imama Alego w Hamburgu. Biegle władał językiem angielskim, następnie nauczył się również niemieckiego, był zwolennikiem wprowadzania nauki języków nowożytnych i przedmiotów ścisłych do programu szyickich seminariów duchownych. Od wczesnych lat 60. zaangażowany w działalność opozycyjną przeciw monarchii szacha Mohammada Rezy Pahlawiego, za co był aresztowany przez SAWAK. Razem z Mortezą Motahharim, Alim Chameneim, Alim Akbarem Haszemim Rafsandżanim, Mohammadem Dżawadem Bahonarem, Mohammadem Mofattehem i Mohammadem Rezą Mahdawim Kanim był w latach 1976-1977 wśród twórców Stowarzyszenia Duchowieństwa Walczącego, które miało budować poparcie dla ruchu na rzecz rewolucji islamskiej, według koncepcji ajatollaha Chomejniego, przejmując faktyczną kontrolę nad meczetami, szkołami religijnymi i stowarzyszeniami religijnymi. Odegrały one później znaczącą rolę podczas rewolucji islamskiej.
Podczas rewolucji islamskiej był członkiem Rewolucyjnej Rady Iranu i jednym z trzech najbardziej zaufanych współpracowników Chomejniego (obok Motahhariego i Hosejna Alego Montazeriego). Przed zwycięstwem sił lojalnych wobec Chomejniego brał udział w tajnych negocjacjach między otoczeniem Chomejniego a wojskowymi. W lutym 1979 współtworzył z Chomejnim Partię Republiki Islamskiej i był jednym z jej przywódców. Już po zwycięstwie rewolucji, w sierpniu 1979, Beheszti został wiceprzewodniczącym Zgromadzenia Ekspertów, opracowującego nową konstytucję Iranu. Był zdolnym organizatorem i dobrym mówcą. Uznawano go za drugą najważniejszą osobę w Iranie po Chomejnim Poparł zajęcie ambasady amerykańskiej przez popierających rewolucję islamską studentów.
Decyzja Chomejniego, by duchowni nie kandydowali na prezydenta Iranu w zaplanowanych na 1980 wyborach prezydenckich, uniemożliwiła Behesztiemu start. Prezydentem Iranu został Abolhasan Banisadr. Między Banisadrem i Behesztim szybko doszło do konfliktu; ostatecznie prezydent musiał odejść ze stanowiska.
Zginął wraz z 85 innymi osobami, w tym 27 deputowanymi do Madżlesu, podczas konferencji partyjnej w wyniku wybuchu bomby podłożonej w siedzibie Partii Republiki Islamskiej. Zamach ten został najprawdopodobniej zorganizowany przez Ludowych Mudżahedinów w ramach serii ataków na irański rząd. W oficjalnym rządowym komunikacie o zamachu śmierć polityka porównano do śmierci imama Husajna, jednej z najważniejszych postaci islamu szyickiego, w bitwie pod Karbalą, pisząc, że podobnie jak on Beheszti zginął razem z 72 towarzyszami.